# Kopec (Starohorskie Wierchy)
Kopec (730 m) – szczyt w Starohorskich Wierchach na Słowacji. Wznosi się w ich południowo-zachodniej części nad miejscowością Priechod. Stoki północno-wschodnie opadają do dna doliny potoku Lupčica, południowo-zachodnie do dolinki potoku Istebník.
Kopec jest w około 50% porośnięty lasem. Stosunkowo płaskie stoki zachodnie to łąki i pola wsi Priechod. Zamontowano tu wieżę z przekaźnikami telekomunikacyjnymi. W lesie są wapienne wychodnie. Kopec znajduje się w otulinie Parku Narodowego Niżne Tatry. Na bezleśnych i częściowo skalistych stokach południowo-zachodnich utworzono niewielki rezerwat przyrody Kopec, a w porośniętych lasem i częściowo skalistych stokach północno-wschodnich dużo większy rezerwat przyrody Brvinište.